# Matti Raivio
Matti Raivio (né le 22 février 1893 à Pihlajavesi et décédé le 25 mai 1957 à Pihlajavesi) était un fondeur finlandais.

## Palmarès

### Jeux olympiques
| Épreuve / Édition | Chamonix 1924 | St-Moritz 1928 |
| 18km              | 7e            |                |
| 50 km             | 7e            | DNF            |

### Championnats du monde
| Épreuve / Édition | Lahti 1926 |
| 30 km             | Or         |
| 50 km             | Or         |